# إريك أرتور ديلفايي
إريك أرتور ديلفايي (بالإسبانية: Eric Arturo Delvalle)‏ (مواليد 2 فبراير 1937- 2 أكتوبر 2015) رئيس سابق لجمهورية بنما.
ولد في مدينة بنما. شقيقه راؤول عضو سابق في الجمعية الوطنية. وهو وعمه ماكس ديلفايي أعضاء في كنيس كول شارييت إسرائيل. وكان عمه ماكس أول رئيس يهودي في أمريكا اللاتينية. وكان ينتمي إلى الحزب الجمهوري الذي أسسته عائلته.
بعد استقالة بارليتا من رئاسة الجمهورية اختاره الحاكم العسكري مانويل نورييغا لكونه حليفا له، فشغل المنصب من عام 1985 حتى 1988. غير أن ديلفايي سعى لعزل نورييغا من منصبه لقائد للجيش البنمي، فصوت حلفاء نورييغا في الجمعية التشرييعة للإطاحة بديلفايي من الرئاسة. وكان ديلفايي متحالفا مع الأمريكان فساعدوه على الفرار والاختباء. لم تعترف أمريكا بعزل ديلفايي وظلت معترفة به حتى نهاية ولايته الرسمية عام 1989.